# Pharneuptychia pharella
Pharneuptychia pharella är en fjärilsart som beskrevs av Butler 1866. Pharneuptychia pharella ingår i släktet Pharneuptychia och familjen praktfjärilar. Inga underarter finns listade i Catalogue of Life.